# Kétsoprony
Kétsoprony je vas na Madžarskem, ki upravno spada pod podregijo Békéscsabai Županije Békés.